# Aimé Agussol
Aimé (Gustave Jean) Agussol (en occitan : Aimat Agussòl, Saint-André-de-Sangonis, 28 avril 1875 - 15 avril 1907) est un félibre de la région de Montpellier.

## Biographie
Il était le fils unique de petits propriétaires terriens. Il a fait des études au séminaire d'Avignon et au collège du Sacré-Cœur, d'Aix-en-Provence. Il a commencé à écrire des poésies en langue française :
Nouvel An, Rose thé, Chant des pâtres, Marche Alpine, A Kiel, Deuil au bois. etc. Il a ensuite participé à la renaissance de la poésie dans la langue d'oc. Il a obtenu divers prix ou médailles qui lui sont attribués par les villes de Béziers, Cette, Montpellier, Alès.
À l'exception du petit livre Las violetas d'Erau qui a été publié en 1898, la majeure partie de ses œuvres figure dans diverses revues occitanes de l'époque. Il a gagné le premier prix, la Rose de Vermeil, aux Jeux floraux de 1897 pour sa poésie Darrièr sòm.
Il collaborait à différents journaux : « Le Montpellier », « L'Hérault Artiste », « Terre d'Oc », « L'Armana », « l'Oulada ».
Il a publié quelques  pièces de théâtre :
« Le moine  blanc », « Johan le Gitan », « Pain, du Ciel ». « Ramounet et Martouno », « Pastourella », etc.
Pour rendre hommage à son œuvre, une rue de Saint-André porte son nom.

## Œuvres
- (1898) Las violetas d'Erau (Les violettes de l'Hérault)
- L'avugla (Fonds de la Société Archéologique de Béziers)

## Pour approfondir